# Clase Framée
La Clase Framée fue la segunda clase de contratorpederos  construida para la Marina Nacional Francesa entre 1897 y 1901.

## Los buques y su concepción
Los cuatro buques que formaban esta clase recibieron nombres de armas históricas de infantería: Épée (espada), Framée (lanza), Pique (pica) y Yatagan (sable turco-mongol).

Fueron construidos en los astilleros Forges et Chantiers de la Méditerranée de Le Havre y Ateliers et Chantiers de la Loire de Nantes.
Los buques tenían un diseño típico de la época, con un casco redondeado y una cubierta, también redondeada, conocida como "cubierta de tortuga" (turtledeck). Los mástiles fueron suprimidos para dotar a los navíos de mejor equilibrio.

## Servicio
El Framée se hundió, el 11 de agosto de 1900, tras colisionar con el acorazado francés Brennus durante unas maniobras. Hubo 45 desaparecidos, entre ellos el comandante del buque, el Teniente de Navío De Mauduit Duplessis.
Los otros tres buques participaron en la Primera Guerra Mundial, a pesar de que ya eran buques obsoletos frente a los nuevos torpederos.

El Yatagan se hundió tras una colisión con el vapor británico SS Teviot, frente a Dieppe, el 3 de noviembre de 1916. Su comandante, el Teniente de Navío Bousses, así como su segundo, Alférez de Navío Ferey, desaparecieron con el buque.
Los restantes buques, el Épée y el Pique, sobrevivieron a la guerra y fueron dados de baja en 1920 y 1921, respectivamente, y desguazados en Tolón.

## Los buques
| N.º | Nombre  | Astilleros                                      | Puesta en grada       | Botadura              | Entrada en servicio | Baja                                                     |
| --- | ------- | ----------------------------------------------- | --------------------- | --------------------- | ------------------- | -------------------------------------------------------- |
| M4  | Framée  | Ateliers et Chantiers de la Loire Nantes        | 1897                  | 21 de octubre de 1899 | 20 de junio de 1900 | hundido el 11 de agosto de 1900                          |
| M5  | Yatagan | Ateliers et Chantiers de la Loire Nantes        | 1897                  | 20 de julio de 1900   | octubre de 1900     | hundido el 3 de noviembre de 1916                        |
| M6  | Pique   | Forges et Chantiers de la Méditerranée Le Havre | 1897                  | 31 de marzo de 1900   | junio de 1901       | baja el 28 de enero de 1921 desguazado en 1921 en Tolón  |
| M7  | Épée    | Forges et Chantiers de la Méditerranée Le Havre | 27 de octubre de 1897 | 27 de julio de 1900   | agosto de 1901      | baja el 1 de octubre de 1920 desguazado en 1921 en Tolón |